# Cementerio de imperios

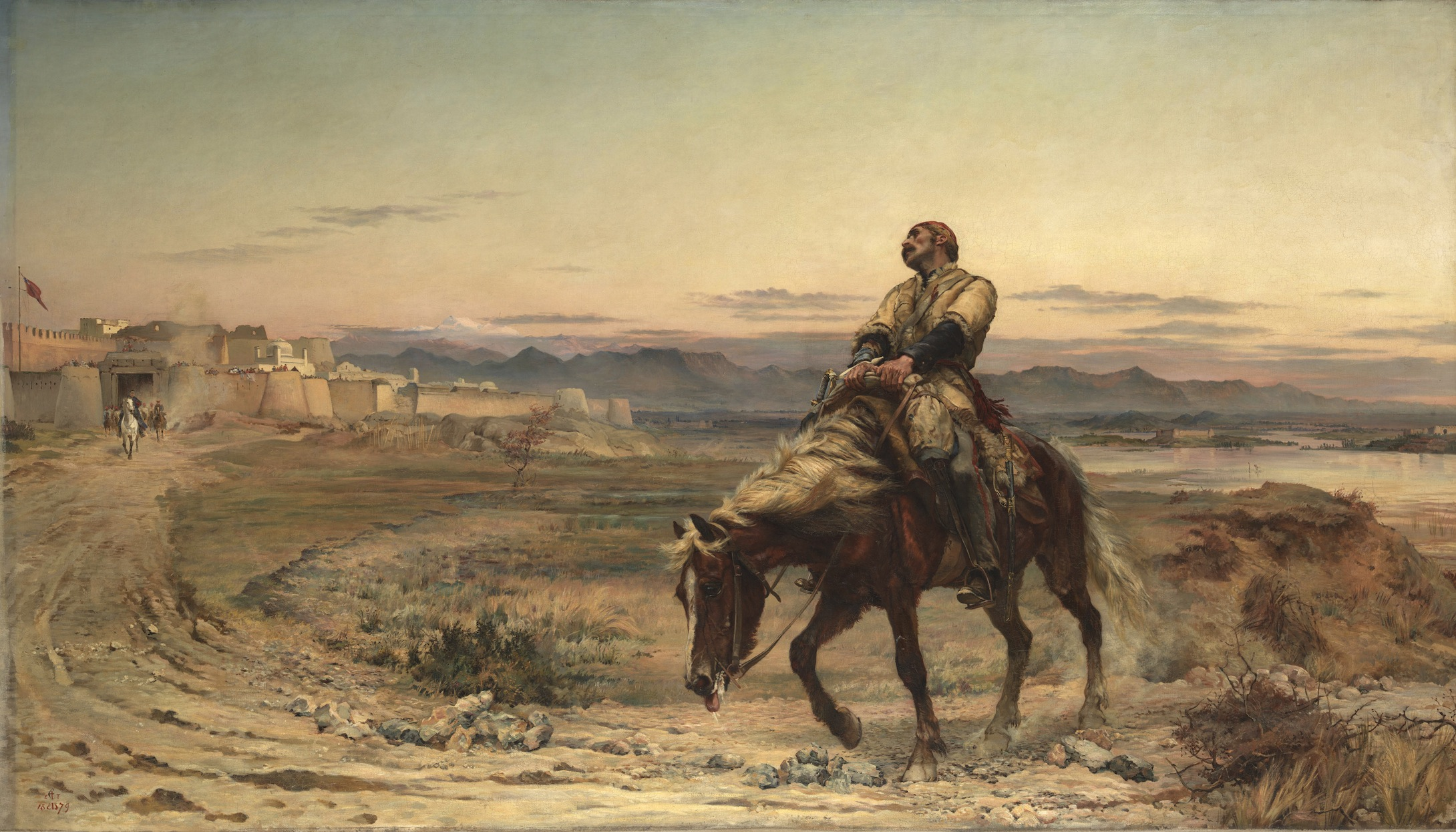
Restos de un ejército, pintura de la retirada británica tras la Batalla de Gandamak,1842. Presenta imágenes comúnmente asociadas con el sobrenombre.

Cementerio de imperios, es un sobrenombre asociado con Afganistán. El sobrenombre se originó en la tendencia histórica de unas tantas potencias extranjeras que a menudo fracasaron en sus invasiones de Afganistán. No está claro quién acuñó la frase y se ha cuestionado su precisión histórica.

## Antecedentes
Durante la historia de Afganistán, varias superpotencias han intentado invadir Afganistán sin mantener un gobierno estable y permanente. Los ejemplos modernos incluyen el Imperio británico durante la primera y tercera guerra anglo-afgana (1839-1842, 1919), la Unión Soviética en la guerra de Afganistán (1978-1992) y los Estados Unidos en la guerra de Afganistán (2001-2021). Asimismo se han atribuido imperios antiguos a esta narrativa, incluidos los persas, griegos, árabes, turcos y mongoles. La dificultad para invadir Afganistán se atribuyó a la prevalencia de qalats parecidos a fortalezas, los desiertos, el montañoso terreno del Afganistán, su severo invierno y sus «inexpugnables lealtades a los clanes».

## Uso
Thomas Barfield ha señalado que el propio Afganistán ha utilizado la narrativa de Afganistán como una nación invencible para disuadir a los invasores. En octubre de 2001, durante la invasión estadounidense de Afganistán, el líder talibán Mohammed Omar amenazó a Estados Unidos con la misma suerte del Imperio británico y la Unión Soviética. El presidente estadounidense, Joe Biden, se refirió al sobrenombre al emitir una declaración pública después de la caída de Kabul en 2021 como evidencia de que ningún compromiso adicional de la presencia militar estadounidense consolidaría la República Islámica de Afganistán.